# Estabilitat marginal
En la teoria dels sistemes dinàmics i la teoria del control, un sistema lineal invariant en el temps és marginalment estable si no és ni asimptòticament estable ni inestable. A grans trets, un sistema és estable si sempre torna i es manté a prop d'un estat determinat (anomenat estat estacionari), i és inestable si s'allunya cada cop més de qualsevol estat, sense estar limitat. Un sistema marginal, de vegades conegut com a estabilitat neutra, es troba entre aquests dos tipus: quan es desplaça, no torna a prop d'un estat estacionari comú, ni s'allunya sense límit d'on va començar.
L'estabilitat marginal, com la inestabilitat, és una característica que la teoria del control pretén evitar; desitgem que, quan sigui pertorbat per alguna força externa, un sistema torni a l'estat desitjat. Això requereix l'ús d'algoritmes de control dissenyats adequadament.
En econometria, la presència d'una arrel unitària en sèries temporals observades, fent-les marginalment estables, pot conduir a resultats de regressió no vàlids pel que fa als efectes de les variables independents sobre una variable dependent, tret que s'utilitzin tècniques adequades per convertir el sistema en un sistema estable.

## Temps continu
Un sistema homogeni lineal invariant en el temps és marginalment estable si i només si la part real de cada pol (valor propi) a la funció de transferència del sistema no és positiva, un o més pols tenen part real zero i tots els pols amb zero real. part són arrels simples (és a dir, els pols de l'eix imaginari són tots diferents els uns dels altres). En canvi, si tots els pols tenen parts reals estrictament negatives, el sistema és, en canvi, asimptòticament estable. Si el sistema no és estable ni marginalment estable, és inestable.
Si el sistema està en representació d'espai d'estats, l'estabilitat marginal es pot analitzar derivant la forma normal de Jordan: si i només si els blocs de Jordan corresponents als pols amb part real zero són escalars, el sistema és marginalment estable.

## Temps discret
Un sistema invariant de temps lineal homogeni en temps discret és marginalment estable si i només si la magnitud més gran de qualsevol dels pols (valors propis) de la funció de transferència és 1, i els pols amb magnitud igual a 1 són tots diferents. És a dir, el radi espectral de la funció de transferència és 1. Si el radi espectral és inferior a 1, el sistema és, en canvi, asimptòticament estable.
Un exemple senzill implica una única equació de diferència lineal de primer ordre: suposem que una variable d'estat x evoluciona segons
{\displaystyle x_{t}=ax_{t-1}}
amb el paràmetre a > 0. Si el sistema està pertorbat al valor {\displaystyle x_{0},} la seva seqüència de valors posterior és {\displaystyle ax_{0},\,a^{2}x_{0},\,a^{3}x_{0},\,\dots .} Si a < 1, aquests nombres s'acosten cada cop més a 0, independentment del valor inicial {\displaystyle x_{0},} mentre que si a > 1 els nombres es fan més i més grans sense límit. Però si a = 1, els nombres no fan cap d'això: en canvi, tots els valors futurs de x són iguals al valor {\displaystyle x_{0}.} Així, el cas a = 1 presenta una estabilitat marginal.